# Historia de Valparaíso

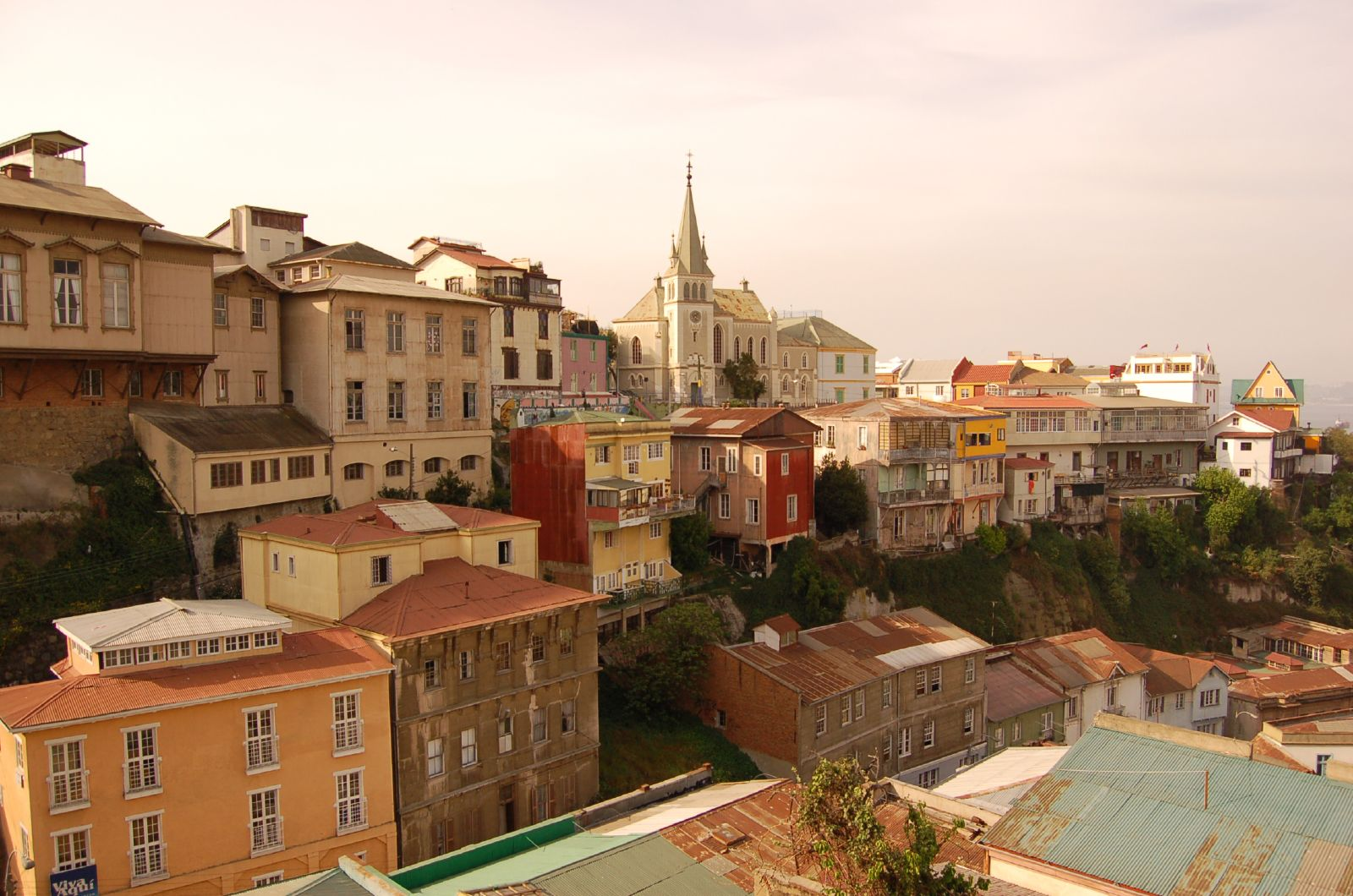
Panorámica del cerro Concepción.

La Historia de la ciudad de Valparaíso, en Chile, refiere a los hechos que sucedieron en el lugar donde hoy se emplaza, cuyos antecedentes pueden remontarse a épocas anteriores a la colonización española. A diferencia de otras ciudades del país, no hubo una fundación formal de la urbe, creándose espontáneamente a partir del puerto instalado en la bahía de su nombre y las fortificaciones construidas a su alrededor, que se remontan a mediados del siglo XVI. 

## Primeros habitantes y descubrimiento
Valparaíso, antes de ser descubierto por colonizadores españoles, era habitado por indígenas changos, que se dedicaban a la labranza y la pesca. La zona que rodea la bahía, desde Concón hasta el faro Punta Ángeles, era conocida por ellos como Alinmapu o, simplemente, Alimapu, que significa "país quemado" o "tierra quemada". La zona habitada por este pueblo era denominada "valle de Quintil", lugar que tenía una flora compuesta de quillayes, boldos, palmas, canelos, maitenes, culen, bellotas, peumos y litre. En los claros que tenían estos bosques se encontraban los caseríos indígenas, ocupando las quebradas que después se denominarían como Juan Gómez (actual calle Carampangue), San Francisco (actual división de los cerros Toro y Cordillera) y San Agustín (actual calle Tomás Ramos).
Los changos eran un pueblo nómada, con un dialecto propio y que se sostenían con el intercambio. Las embarcaciones que utilizaban se componían de balsas de cuero de lobos, inflados, unidos con fuertes ligaduras y sostenidos con tablillas de madera.
A mediados de septiembre de 1536 arribaría a la bahía un buque perteneciente a la flota de Diego de Almagro: el Santiaguillo. Días después descendería por los cerros uno de sus tripulantes, Juan de Saavedra, que después de haber ido a San Felipe a dar cuenta a Almagro del arribo de la carabela venía a tomar posesión de la ensenada.
Saavedra había nacido en el pueblo de Valparaíso, en la provincia española de Cuenca. Como su pueblo natal era un pequeño caserío, serpenteado por arroyos y muy fértil, encontró que tenía mucha semejanza al valle descubierto, por lo que tras recibir autorización de Almagro para colocar un nombre a su gusto, pensó en el de Valparaíso.
Días después llegó Almagro para formar un cuartel general en la zona. Desde allí envió a Gómez de Alvarado a realizar nuevos descubrimientos en dirección al norte.
En septiembre de 1543 arribó a Valparaíso un buque proveniente del Callao, que traía al comerciante español Francisco Martínez Vegaso con el objetivo de venderle ropa, armamento y provisiones a los conquistadores. Meses después llegó su hermano, Lucas Martínez Vegaso, a realizar el mismo negocio tras el naufragio de su embarcacicón en Topocalma.
Al año siguiente fondeó en su rada el barco comandado por el almirante genovés Juan Bautista Pastene que iba en ayuda de Pedro de Valdivia, el cual lo nombraría lugarteniente en el mar, además de declarar a Valparaíso como el puerto de Santiago:

«En el puerto de Valparaíso, que es este Valle de Quintil, términos y jurisdicción de la ciudad de Santiago, a tres días del mes de Septiembre de 1544: ahora de nuevo nombro y señalo este puerto de Valparaíso, para el trato de esta tierra y ciudad de Santiago.»
Declaración de Pedro de Valdivia oficializando a Valparaíso como el puerto de Santiago.

Pastene salió rumbo al norte al día siguiente del nombramiento, 4 de septiembre, con los buques San Pedro y Santiaguillo, y no regresó hasta fines de 1547. El 1 de diciembre de ese año Valdivia se entera por él de los desórdenes y problemas que existían en Perú, por lo que decide partir hacia allá para unirse a Gonzalo Pizarro que estaba sublevado en el Cuzco. No habiendo podido conseguir fondos para su viaje, ofreció conducir en su buque a todos los que se encontrasen descontentos en Chile y quisiesen volver a sus hogares. Cuando ya tenía en las bodegas del San Pedro las valiosas pertenencias de la gente dispuesta a irse, mientras esta disfrutaba de una espléndida cena ofrecida por Valdivia, este se embarcó por sorpresa engañando a todas estas personas.
Valdivia regresó el 20 de junio de 1549 con gran cantidad de soldados. Estuvo 2 meses en Valparaíso haciendo labrar una estancia ubicada en el actual sector del Almendral.
Debido a la crueldad con la que actuaba el teniente corregidor del valle, Juan Gómez de Almagro, los naturales fueron emigrando hasta dejarlo desierto. Ante el desamparo en que se hallaba Valparaíso, visitado de vez en cuando por naves provenientes de Perú, el cabildo de Santiago solicitó a Valdivia que hiciera algo, a lo que este no accedió.
En 1559 el obispo electo de Santiago, Rodrigo González Marmolejo, da la autorización para fundar una capilla, la cual se erigió en el sitio donde actualmente se encuentra la Iglesia de la Matriz. La construcción atrajo a algunas personas que construyeron pequeñas casas de paja en los alrededores, y que se ocupaban en la carga y descarga de los buques que solían llegar una vez por año del Callao con mercaderías europeas, destinadas a Santiago. Juan Fernández, el descubridor de las islas que llevan su nombre, era el que más visitaba Valparaíso trayendo y llevando cargamentos.
En 1565 desembarcó Jerónimo de Castilla, que venía con 200 soldados a conjurar las rebeliones de Pedro de Villagra y Rodrigo de Quiroga.
Las primeras menciones de un camino que unía Valparaíso y Santiago datan de 1587, refiriéndose al Camino de Las Carretas, el cual subía hacia el cerro desde el puerto por la actual calle Francisco Echaurren, siguiendo por el cerro Mesilla, las quebradas de San Francisco y luego de Los Lúcumos hasta conectar con el sector de Peñuelas. Para viajes donde no recurrían a carretas sino a un caballo, se utilizaba la quebrada de Las Zorras, actual avenida José Santos Ossa.

## Ataques de piratas y primeras fortificaciones

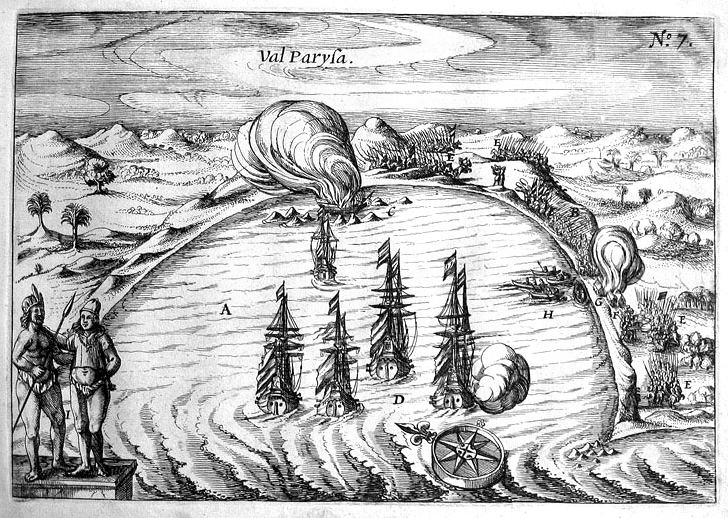
Grabado del ataque del neerlandés Joris van Spilbergen al puerto.

El 27 de noviembre de 1578 llegó con su buque Hernando Lamero de Gallegos y el día 4 de diciembre, cuando ya estaba finalizaba su cargamento de regreso, se vio sorprendido por la carabela Golden Hind, comandada por el célebre corsario inglés Francis Drake, quien se apoderó de aquel buque y luego saqueó la capilla en tierra, llevándose los vasos sagrados y todo lo que encontró a mano. Al enterarse de la situación, Rodrigo de Quiroga llegó al puerto y preparó un buque para que fuera en persecución del corsario, sin lograr el objetivo a pesar de llegar hasta Coquimbo.
En abril de 1594 el corsario inglés Richard Hawkins a bordo del buque Dainty tomó posesión de la bahía y apresó tres buques allí ubicados. El gobernador Alonso de Sotomayor viajó desde Santiago junto a sus tropas para impedir el desembarco de Hawkins. Este no se atrevió a entrar en combate con los de tierra y entró en arreglos para el rescate de los buques. Los españoles prepararon embarcaciones para asaltar al buque, lo que provocó el temor de los piratas que quemaron los buques que habían apresado y escapó en dirección al Callao. El miedo a nuevos asaltos volvió a dejar completamente desolado el puerto quedando algunos changos y la pequeña guarnición de soldados.
En octubre de 1599 entró a la bahía la nave neerlandesa Cerf Volant, que comandaba Dirck Gerrits, quien fue recibido a tiros al creer que era otro pirata, resultando herido en una pierna. En realidad formaba parte de la primera expedición enviada por los neerlandeses en contra de la colonización española de América.
Al año siguiente arribó el corsario neerlandés Oliverio van Noort, al mando de su buque Mauricio, buscando vengar la afrenta recibida por Gerrits, de la cual se enteró mientras estaba en la isla Mocha. Logró su objetivo, pues atacó a las tripulaciones de tres buques fondeados en la bahía, que luego quemó.
Ese mismo año llegó otro marino del mismo país, Joris van Spilbergen, con 6 buques equipados por la Compañía de las Indias Orientales. Bombardeó el pequeño caserío y desembarcó para combatir en tierra ante las tropas de la gobernación. Estas últimas, ayudadas por la neblina, se replegaron a los cerros y no fueron seguidas por Spilbergen quien regresó a su buque.
Dado los frecuentes ataques corsarios a Valparaíso, en 1624 el gobernador Francisco de Álava y Nureña ordenó la construcción de un reducto, en lo más alto del actual Playa Ancha, con 8 piezas de artillería de bronce.

## Poblamiento en elsigloXVII

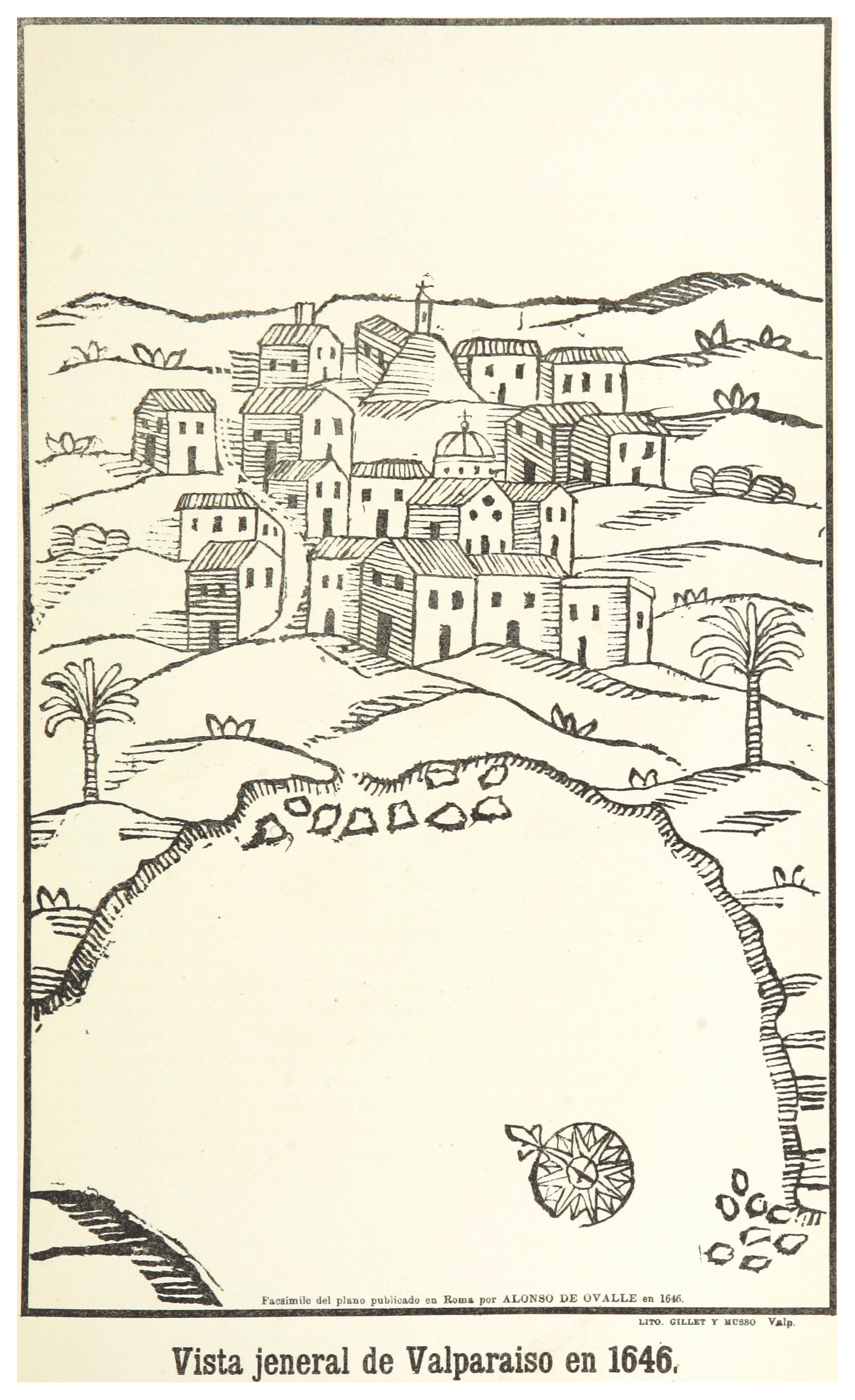
Vista general de Valparaíso en 1646, imagen del libro Historia de Valparaíso de Benjamín Vicuña Mackenna.

El 20 de enero de 1611 llegó al puerto el capitán general de Chile Juan de la Jaraquemada, el cual trató de darle vida al lugar edificando en los cerros. Hasta esa fecha no se habían hecho más concesiones de terrenos aparte de las obtenidas por el piloto Juan Elías y el alguacil Juan Gómez en las quebradas que hasta hoy llevan sus nombres. Otras concesiones hechas en el actual Almendral pertenecieron a Bartolomé Flores, en la quebrada de las Zorras (actual avenida Santos Ossa) y un terreno denominado Rodeo de Lillo a Ginés de Lillo (actual sector de Rodelillo, parte alta del cerro Barón).
El verdadero Almendral existió en ese entonces en el sector de Cabritería (entre los cerros Los Placeres y Barón), donde el soldado Martín García tuvo una gran plantación de almendros, cuyos frutos enviaba al Perú.
En 1612 el gobernador Alonso de Ribera concedió 300 cuadras de terrenos, en el actual Almendral, al capitán Diego de Ulloa, quien luego le vendió buena parte a Sánchez de Obregón. En 1625, cuando Hernando de Machado empezó a fortificar la costa, empezó a poblarse el puerto. Ese mismo año se le confieren tierras a los padres de San Agustín. Para 1640 ya existían dos iglesias en el pueblo.
El 13 de mayo de 1647 asoló a Valparaíso el primer terremoto que se sintió en esta comarca, destruyendo la pequeña población que a esa fecha existía.
En 1658 se le cedieron terrenos a la Orden Franciscana, en la quebrada que hoy lleva su nombre y donde erigen una iglesia.
El comercio principal del puerto en aquella época era la exportación de cebo, badana, cordobán, coco, almendra y la venta de esclavos. Para 1660 ya había casas de mejor aspecto y material. El acarreo de mercaderías se hacía en principio íntegramente por indígenas, siendo reemplazados más tarde por arreos de mulos y carretas con bueyes. A partir de ese año se situó en esta ciudad el único mercado de esclavos del reino, donde se tranzaban negros, mulatos y mapuches que habían sido capturados en la Guerra de Arauco.
En 1682 estaban más preparados para impedir invasiones de piratas, con una pequeña escuadra armada compuesta de los buques Santo Cristo de Lezo y San Francisco. Las correrías de los bucaneros en el Pacífico hicieron que Valparaíso fuera más fortificado, llegando a obtener el título de plaza de guerra. Desde acá salieron varias expediciones a perseguir a los famosos Bartolomé Sharp y Edward Davis. Entre estas fortificaciones se cuenta el Castillo San José, situado en el actual cerro Cordillera, construido entre 1682 y 1692. En este mismo cerro se encontraban todos los edificios públicos, como la gobernación, la cárcel, la aduana y los cuarteles.
El principal comerciante que había a comienzos del siglo XVIII era el propio gobernador, Juan Bautista Tobar, quien además de su negocio tenía un impuesto de autoridad de 5% por todas las mercaderías que se embarcaban en su distrito.

## sigloXVIII

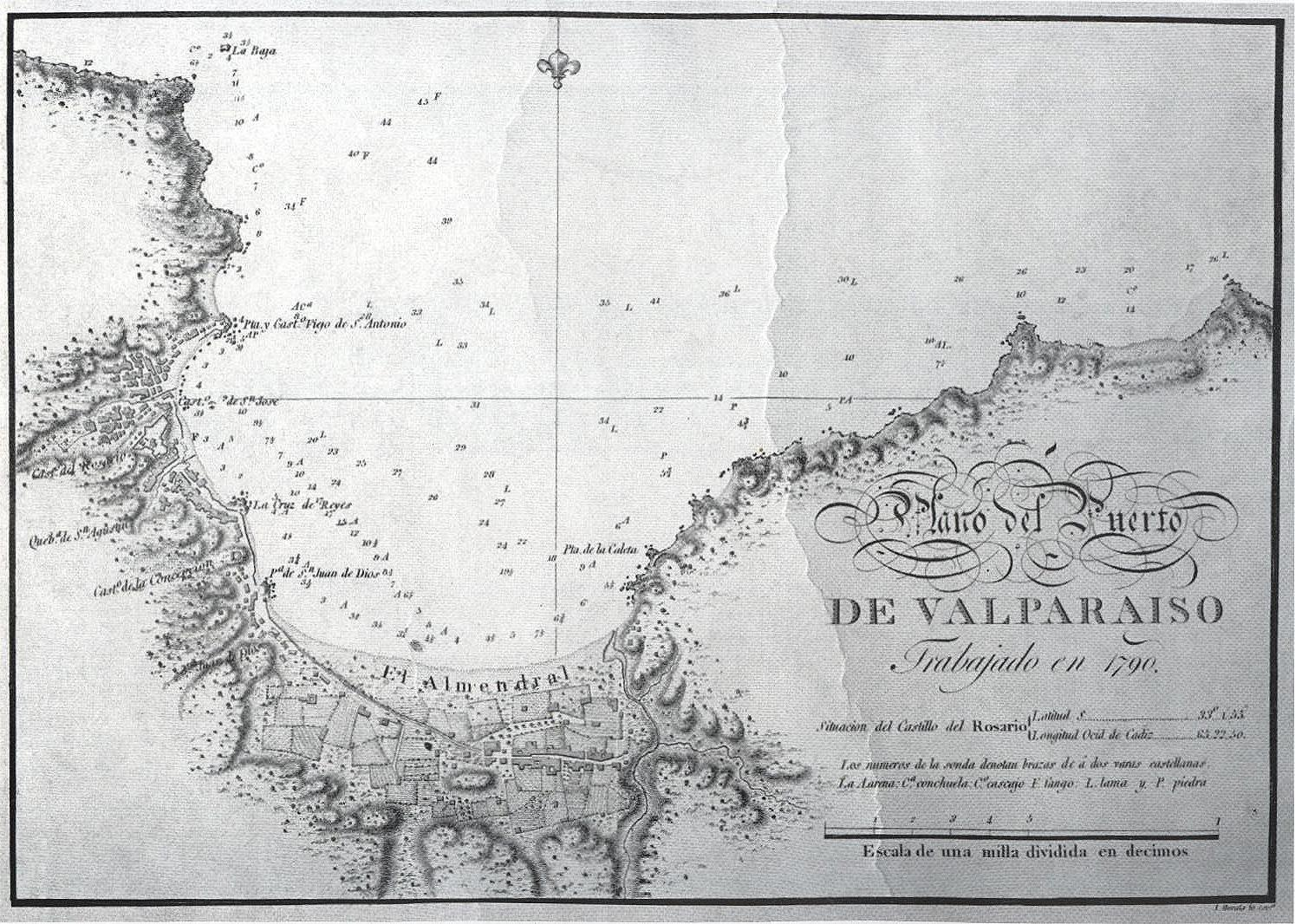
Plano de Valparaíso en 1790.

El primer dato concreto de la población que poseía Valparaíso corresponde a 1710, de acuerdo a una carta del obispo de Santiago al rey de España, donde indicaba la presencia de 300 habitantes.
En 1718 llegaron los navíos españoles Conquistador y Rubí, enviados por Felipe V para resguardar las costas del Pacífico e impedir los contrabandos de los franceses, que habían sido expulsados del país 5 años antes.
Las notables ganancias obtenidas por el trigo hizo que los hacendados construyeran gran número de bodegas y habitaciones entre las actuales plazas Sotomayor y Wheelwright, que fueron convirtiendo el antiguo valle en un puerto que ya tenía aspecto de ciudad. Luego se extendieron hasta la actual Plaza Aníbal Pinto. Todas estas construcciones eran construidas de adobe y teja, sencillas y bajas por temor a los temblores. El trigo fue el producto que le dio vida a este puerto durante todo el siglo.
Otras industrias desarrolladas eran las jarcias, que se traían de La Ligua y Quillota. Algunas importaciones que llegaban eran los paños de Quito, los azúcares, tejidos del Perú, ganado y yerba mate de Argentina y Paraguay.
En 1724 quedó terminada la cuarta iglesia de la localidad, la de los Padres Jesuitas, fundándose en 1731 la primera cofradía religiosa denominada de la Candelaria.
El Almendral tenía por límite al oriente el estero de las Delicias (actual avenida Argentina) y al poniente el estero de las Piedrecillas (actual avenida Francia). En su extensión no ocupaba más de dos cuadras de ancho, pues las aguas llegaban hasta la zona donde hoy se ubica calle Chacabuco, llegando en ocasiones hasta la actual avenida Pedro Montt. La primera iglesia fundada en ese barrio fue la de los Padres de la Merced, en la zona donde se ubica actualmente la plaza O'Higgins.
En 1743 se trasladó a Valparaíso el gobernador de Chile de esa época, José Antonio Manso de Velasco, a disponer todo lo conveniente para detener el potencial ataque de la escuadra de George Anson, que se decía vendría a atacar los puertos del Pacífico y a tomar posesión de ellos a nombre de Inglaterra. Dicha escuadra la componían los navíos Centurion, Gloucester, Severn, Wager, la fragata Pearl y los transportes Anna y Tryal, trayendo entre todos 228 cañones y 1.100 hombres. Manso dejó instalados en Valparaíso todos los fuertes, aumentando la cantidad de cañones, y organizó las milicias para impedir un desembarco. La escuadra anunciada llegó solo hasta las islas de Juan Fernández, donde apresó al barco Nuestra Señora del Monte Carmelo y luego al Aranzazú.
Las costumbres entre el barrio Puerto y el Almendral eran completamente diferentes. En el Puerto se vivía la vida del marino, pendiente de los buques, de la carga y descarga de los mismos, usando la mayoría de sus habitantes botes para todas sus negociaciones, pues en tierra no se hacía ninguna. Al contrario, en el Almendral estaban los hacendados y los agentes que tenían que solicitar de Santiago las licencias para las salidas de las naves. Todos los pobladores andaban diariamente a caballo.
En 1767 fueron expulsados de Chile los jesuitas, cediendo a los Padres Domínicos el convento que ocupaban aquellos, situado entonces detrás de La Matriz. En esa misma época los Padres Hospitalarios de San Juan de Dios comenzaron la construcción del hospital del mismo nombre en el sector de la actual calle Condell.
La guerra entre España e Inglaterra trajo como consecuencia una gran crisis comercial en Valparaíso, habiendo comerciantes que no tenían a quien vender sus mercaderías traídas de Europa. La intromisión del rey de España en la revolución francesa, fue quizás una gran calamidad para las posesiones de América, afectando a esta ciudad, todavía más con la captura de Buenos Aires en 1806 por la escuadra inglesa.
El 29 de abril de 1789 se fundó en Valparaíso el primer cabildo compuesto de dos alcaldes y cuatro regidores. Diez años más tarde se declaró que el Puerto y el Almendral formaban una sola ciudad.

### Terremotos delsigloXVIII
El 8 de julio de 1730, cuando el Puerto y el Almendral empezaban una vida próspera, fueron sorprendidos sus habitantes con tres fuertes movimientos sísmicos que derribaron la mayoría de las casas, viniendo enseguida un maremoto que arrasó con las bodegas del puerto en las que había más de ochenta mil fanegas de trigo. El Almendral, cuya población vivía casi en su totalidad en planicie, sería destruido en grandes proporciones, incluyendo el templo de la Merced del cual se salvó solo la virgen. En ese tiempo la población de Valparaíso alcanzaba los tres mil habitantes.
Debido a este terremoto el puerto empezó a poblarse en la quebrada de San Francisco, quedando solo en el plan algunas bodegas. En el Almendral solo se reconstruyó el hospicio, el templo de la Merced y algunas viviendas.
El 25 de mayo de 1751 un nuevo fenómeno sísmico asoló las costas de Chile, volviendo a dejar Valparaíso en ruinas, sobre todo por el gran maremoto ocasionado por el sismo del sur. El templo de la Merced, recientemente reconstruido, volvió a derrumbarse. En ese año en el lugar ya habitaban alrededor de 4 500 personas. Estas catástrofes influyeron notablemente en el decaimiento del puerto, pero resurgió rápidamente por la acción de sus habitantes que empezaron a reconstruir sus viviendas, mediante un sistema sujeto a determinada arquitectura, delineando calles y formando plazas.

## sigloXIX
En 1800 aparecieron en la bahía los primeros buques de la marina mercante de Estados Unidos, que se dedicaban a la caza de lobos y de ballenas.
El vergonzoso comercio de esclavos, que aparte de ejercer un trato inhumano produjo varias epidemias infecciosas, se mantuvo hasta 1811, cuando un decreto nacional prohibió su comercio y el tránsito.

### Patria Vieja
En 1810 fue exonerado en su puesto el gobernador de Valparaíso, Joaquín Alós y Brú, por el Capitán de Ingenieros, Juan Mackenna. El 19 de septiembre del mismo año, llegó desde Santiago la noticia del establecimiento de la República. Ese mismo día moría en la ciudad el virrey Gabriel de Avilés y del Fierro, antes de emprender viaje a España.
El 7 de agosto de 1811 el primer Congreso Nacional la dotó de un escudo de armas que consistía en una imagen de Puerto Claro, de pie sobre un castillo coronado por un águila imperial con sus alas desplegadas.
En 1813 se organizó la primera escuadra nacional compuesta del bergantín Potrillo y de la fragata Perla que se había arrendado a Estados Unidos. La tripulación era compuesta de chilenos y estadounidenses. La primera acción de esta escuadra consistió en atrapar a la fragata Warren, tripulada por corsarios, pero debido a una traición de un marino italiano que promovió un motín a bordo de la Perla, esta se unió a la Warren y se tomaron al Potrillo.

#### Batalla de Valparaíso

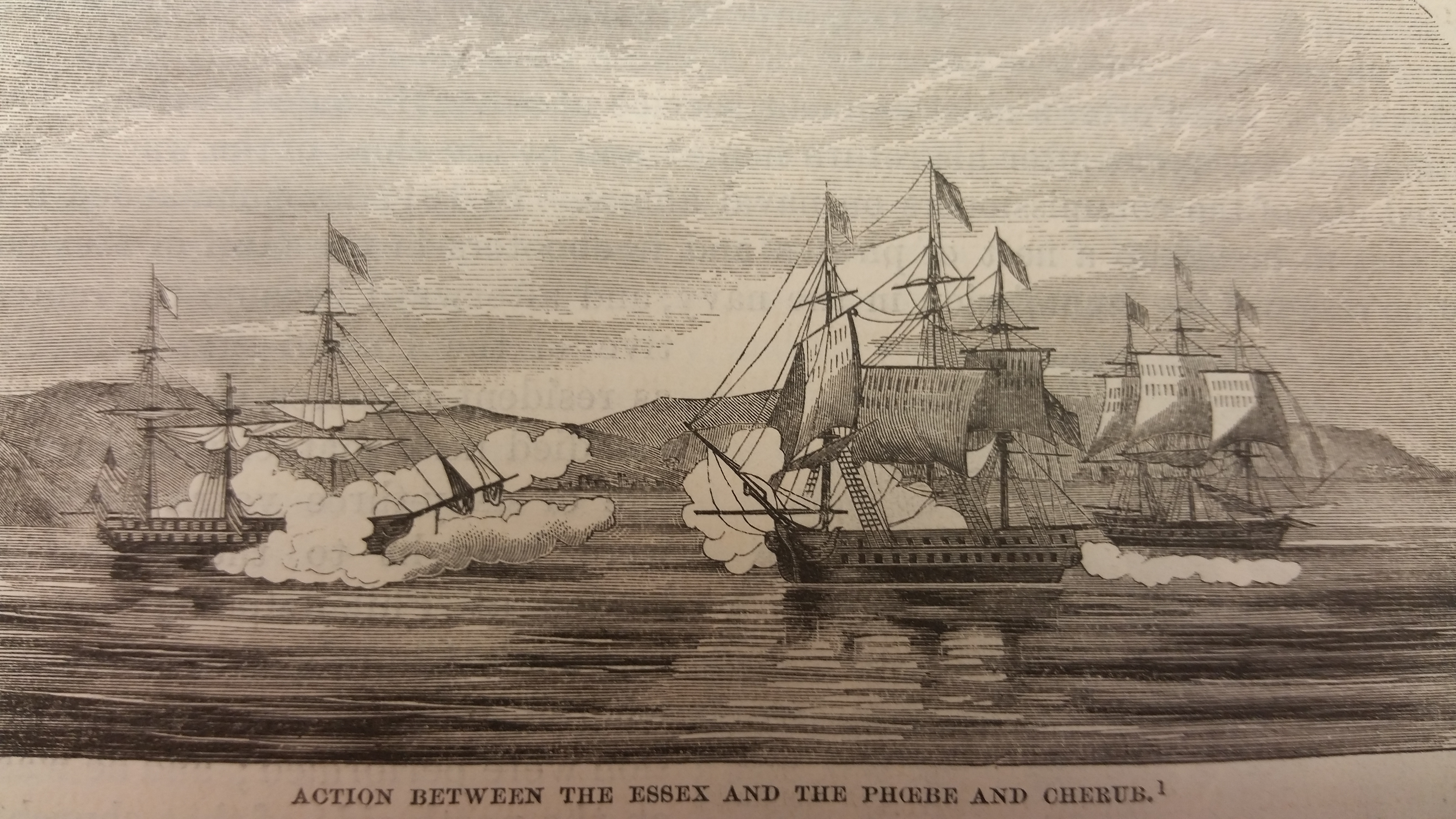
Batalla de Valparaíso, ataque del Phoebe y el Cherub contra el Essex.

Esta ciudad fue testigo de una dura batalla en 1814 en el marco de la Guerra anglo-estadounidense. En la mañana del 28 de marzo, mientras el buque estadounidense Essex estaba anclado en la bahía, aparecieron en el horizonte la fragata Phoebe y la corbeta Cherub de la Marina Real británica, al mando del contraalmirante James Hillyar. Los dos buques ingleses llevaban 81 cañones y 800 tripulantes.
La superioridad inglesa era evidente, pero el Essex no se rindió y se aprontó para combatir. La batalla se libró en la bahía frente a la quebrada Cabritería, entre los cerros Los Placeres y Barón. Después de tres horas de combate, cuando casi todos los oficiales estadounidenses y tres cuartas partes de los tripulantes habían sucumbido, se vieron obligados a rendirse.
En el combate fallecieron 58 hombres, además de 31 ahogados y 66 heridos. La mayoría de los sobrevivientes escaparon nadando hacia la playa. La heroica acción de la Essex, considerada un hito de la historia naval de Estados Unidos, es recordada con una cripta de mármol en el cementerio de Disidentes de Valparaíso, donde están sepultados los caídos.
El comandante del Essex, David Porter, sobrevivió al combate y siguió vinculado a Chile. Cuando José Miguel Carrera llegó a Estados Unidos en 1816 buscando ayuda para reconquistar el país, Porter, se las arregló para que se entrevistara con el presidente James Madison, logrando ayuda vital para su objetivo.

### Reconquista
El 12 de febrero de 1817, día de la batalla de Chacabuco, el entonces gobernador realista, Casimiro Marcó del Pont, llegaba escapando de Santiago para embarcarse en Valparaíso, no logrando su objetivo pues fue apresado. Después de la derrota de Chacabuco, los patriotas apresaron en Valparaíso al bergantín Águila, único buque que pasó a tener la naciente escuadra nacional.

### Patria Nueva
En 1818 se creó la Compañía Naviera de Calcuta, que unía Valparaíso con la India y China. A la ciudad se le abrían posibilidades, al ser el puerto de mayor importancia luego del cruce por el Cabo de Hornos, se le declaró como el Antepuerto General del Pacífico, autorizándose el fondeo de naves comerciales de cualquier nación.
El 28 de noviembre de 1818, llegó a Valparaíso a bordo del buque mercante Santa Rosa, el distinguido marino británico Lord Thomas Cochrane, siendo muy bien recibido en la ciudad, nombrado posteriormente vicealmirante de la escuadra, al mismo tiempo en que se nombraba contraalmirante a Manuel Blanco Encalada. Al mando de ambos saldría la escuadra el 16 de enero de 1819 a atacar a la escuadra realista que se encontraba en la costa peruana. Traerían consigo más buques para aportar a la escuadra, igual que en viajes posteriores, incluso recuperando el bergantín Potrillo.
La idea de ir en ayuda de la independencia del Perú se hizo realidad el 20 de agosto de 1820, cuando la Expedición Libertadora partió desde Valparaíso. Al mando de Cochrane, la escuadra se componía de un navío, dos fragatas, una corbeta, 3 bergantines y una goleta, tripulados por 1.600 hombres. En Valparaíso permanecería como buque de emergencia la corbeta Chacabuco al mando del comandante Juan José Tortel. Los buques fueron despedidos por Bernardo O'Higgins desde el Alto del Puerto.
En 1819 se autorizó por parte de O'Higgins la construcción del primer cementerio protestante del país, el cementerio de Disidentes. Durante décadas fue el único lugar de Chile donde se podían sepultar personas de otras religiones diferentes a la católica.
El 19 de noviembre de 1822, gran parte de la ciudad fue nuevamente destruida por un terremoto. En esa época la población ascendía a seis mil personas. El sismo ocasionó el derrumbe de casi todos los edificios públicos y de las precarias viviendas. Hubo casi un centenar de muertos y heridos, estando Bernardo O'Higgins entre estos últimos. La reconstrucción se realizó con un mayor arte arquitectónico, reemplazándose las antiguas viviendas y bodegas por construcciones de mejor aspecto.

#### Combate naval de Valparaíso

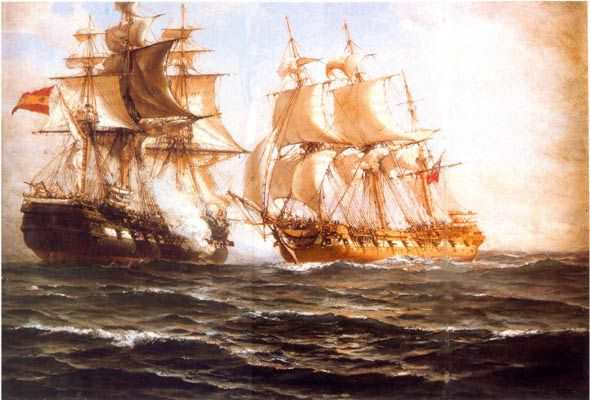
Combate de Valparaíso, entre la fragata patriota Lautaro y la fragata realista Esmeralda.

A fines de abril de 1818, mientras el gobierno de Bernardo O'Higgins centraba sus esfuerzos en la formación de la Primera Escuadra Nacional, la bahía de Valparaíso era bloqueada por los buques españoles Pezuela y Esmeralda, encontrándose con la fragata inglesa Amphion, la que acostumbraba a salir periódicamente para atender reclamos de índole comercial con naves bloqueadoras.
Con el objetivo de sorprender a la Esmeralda, se camufló a la fragata Lautaro para parecerse a la Amphion. En la tarde del 26 de abril salió de la bahía, y al pasar por Punta Ángeles izó la bandera y el gallardete inglés. Al amanecer del día siguiente se divisó la Esmeralda. Alrededor de las 7:00 de la mañana se ordenó embestir al navío adversario con tres descargas sucesivas. En la nave enemiga creyeron siempre que se trataba del buque Amphion.
El comandante de la Lautaro, Jorge O'Brien, dirigió el abordaje acompañado por 25 hombres, procediendo de inmediato a arriar el pabellón español, mientras la tripulación, desconcertada, abandonaba la cubierta principal, quedando en posesión del buque. En esos instantes, un marinero español disparó contra O'Brien, causando su muerte.
El segundo comandante de la Lautaro, al ver que la nave española había arriado su pabellón, la consideró rendida y despachó una embarcación con 18 hombres para reforzar el grupo de abordaje y asegurar el buque. La tripulación de la Esmeralda se repuso del abordaje inesperado y logró rechazar a los nuevos abordadores. El error de apreciación del segundo al mando de la Lautaro, originó que los españoles lograran escapar. Luego fue nuevamente atacada ocasionándole daños de consideración que obligaron al buque a retirarse a Talcahuano. Se logró romper el bloqueo a Valparaíso, una de las finalidades de la operación.
Cuando regresó la Lautaro al puerto, con la noticia de la muerte de su comandante, remolcaba un buque apresado. Se trataba del bergantín español San Miguel, que viajaba de Talcahuano al Callao con importantes y acaudalados pasajeros, quienes pagaron una elevada suma de dinero por su rescate, que aportó para la definitiva compra de la fragata Lautaro.

### República
Un temporal ocurrido en 1825 arrastró contra las costas de la ciudad al buque Esmeralda. El gobernador José Ignacio Zenteno ordenó volcarlo y luego rellenarlo con áridos para así formar el primer muelle que tuvo este puerto.
En 1828 el Congreso Constituyente se trasladó a Valparaíso, elaborándose la Constitución Política en ese año.
El 12 de septiembre de 1827 se fundó El Mercurio de Valparaíso, que actualmente es el periódico en circulación en idioma español más antiguo del mundo. Existía un anhelo de contar con un medio informativo para la ciudad, pero era difícil técnicamente. Pedro Félix Vicuña, un comerciante apasionado por el periodismo, compró una imprenta como el objetivo de editar un periódico. En 1826 lograría publicar El Telégrafo Mercantil y Político y luego El Observador de Valparaíso, con unas cuantas ediciones. Reunió a Ignacio Silva, funcionario de aduanas, y al estadounidense Thomas G. Wells, dueño de equipos de imprenta, y con su ayuda logró concretar el sueño del periódico local que continúa hasta hoy.
El primer gran hotel establecido en Valparaíso fue el Aubry, en 1830, en la calle de la Aduana. En los próximos 80 años se inaugurarían más de 80 establecimientos similares, destacándose el Reina Victoria, el Colón y el Royal. Estos tres edificios aún se conservan, aunque solo el primero continúa en su rol de hotel.
En 1831 se traslada definitivamente la Aduana Mayor o Superintendencia de Aduanas, desde Santiago a Valparaíso. Dos años más tarde se edificarían los Almacenes de Aduana. Estuvieron ubicados en el sector que actualmente ocupa el Palacio de Tribunales, permaneciendo allí por cerca de 20 años.

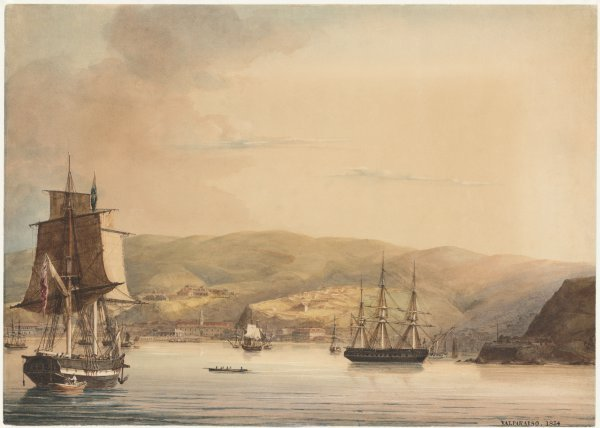
Bahía de Valparaíso durante el segundo viaje del HMS Beagle.

Durante la administración de Diego Portales como gobernador de Valparaíso, a partir de 1832, fue cuando el puerto entró en vías de prosperidad. Se construyó un hospital, se abrieron nuevas escuelas, el aseo brillaba en toda la ciudad y existía poca delincuencia, al crearse el primer cuerpo policial. Además organizó una división de mil quinientos guardias nacionales en tres regimientos (caballería, artillería e infantería). En esa época la población de la ciudad llegaba a veinticuatro mil habitantes. El comercio tuvo amplio campo y, debido a las franquicias otorgadas por el gobierno, Valparaíso fue el puerto de depósito para las mercaderías en tránsito.
En agosto de 1836 fondeó en la bahía el buque peruano Monteagudo con la noticia de que Ramón Freire había salido del Callao con este buque y el Orbegoso, con el objetivo de atacar el gobierno de Chile. Dos tripulantes chilenos del Monteagudo habían promovido un motín, tomándose el buque. En Valparaíso se le cambió tripulación y salió para apresar al Orbegoso en que venía Freire, logrando su objetivo. En esa época el Aquiles y la Colocolo salían a atacar a la escuadra peruana que se había unido a Freire para dar un golpe a Chile. El 23 de septiembre regresaba el jefe de esta última escuadra, Víctor Garrido, trayendo capturados a los buques Santa Cruz, Arequipeño, Congreso y la goleta Peruviana. Poco tiempo después salió de Valparaíso una escuadra comandada por Manuel Blanco Encalada, con el fin de satisfacciones al gobierno peruano por las ofensas inferidas al embajador chileno, Ventura Lavalle, además para conseguir la autonomía a las Repúblicas de Bolivia y de Ecuador, misión encargada a Mariano Egaña. Como resultado de esta misión fue la declaratoria de guerra al Perú.

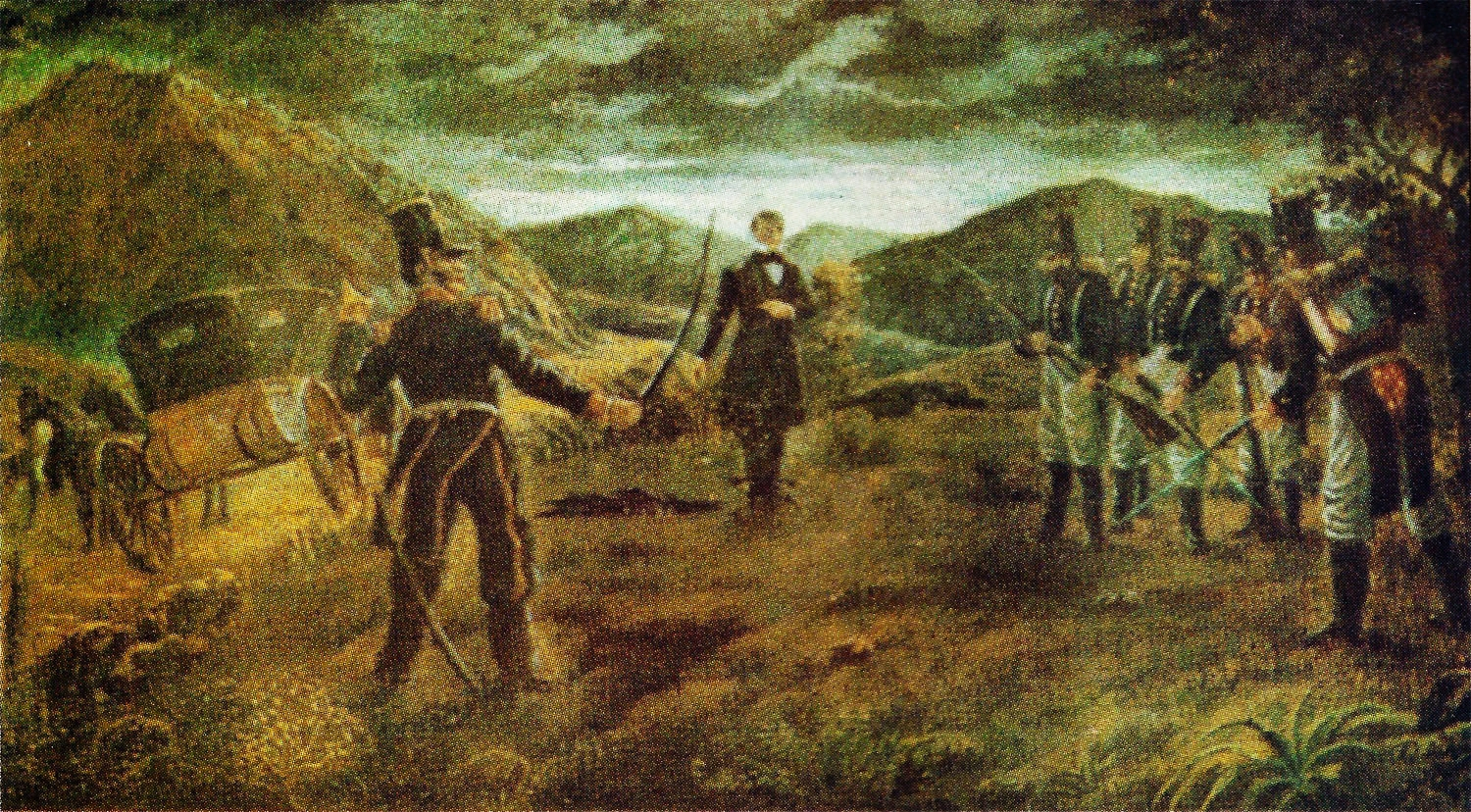
Fusilamiento de Diego Portales, en el sector del cerro Barón.

Blanco Encalada, nombrado general de mar y tierra, preparó la escuadra y alistó a 1.800 hombres para ir a Perú. El 6 de junio de 1837, las tropas que venían de Santiago se sublevaron en Quillota y apresaron al ministro Diego Portales. En las alturas del cerro Barón las fuerzas del Gobierno derrotaron a los sublevados y, mientras se batían, estos últimos fusilaron a Portales. Los principales actores del motín fueron fusilados: Santiago Florín, el 4 de julio, y José Antonio Vidaurre, el 4 de octubre, tras eludir la persecución por casi 4 meses. Ambos fusilamientos se llevaron a cabo en la plaza Orrego de Valparaíso, actual Plaza Victoria. A Portales se le hizo un monumento en el Cementerio N° 1 donde se conservaría su corazón, pero resultó destruido por el terremoto de 1906, por lo que ahora se encuentra en una ánfora de bronce en la catedral de la ciudad.
En septiembre del mismo 1837 partiría la expedición al mando de Blanco Encalada contra el Perú, que terminó con el tratado de Paucarpata, que fue desaprobado en Chile. Esto motivó que el 10 de julio de 1838 saliera otra expedición al Perú para atacarlo nuevamente. Resultado de esta fue el triunfo del Ejército Unido Restaurador, en la batalla de Yungay, el 20 de enero de 1839.
El 27 de octubre de 1842 se crea la provincia de Valparaíso, designando como capital de ella a la ciudad del mismo nombre.

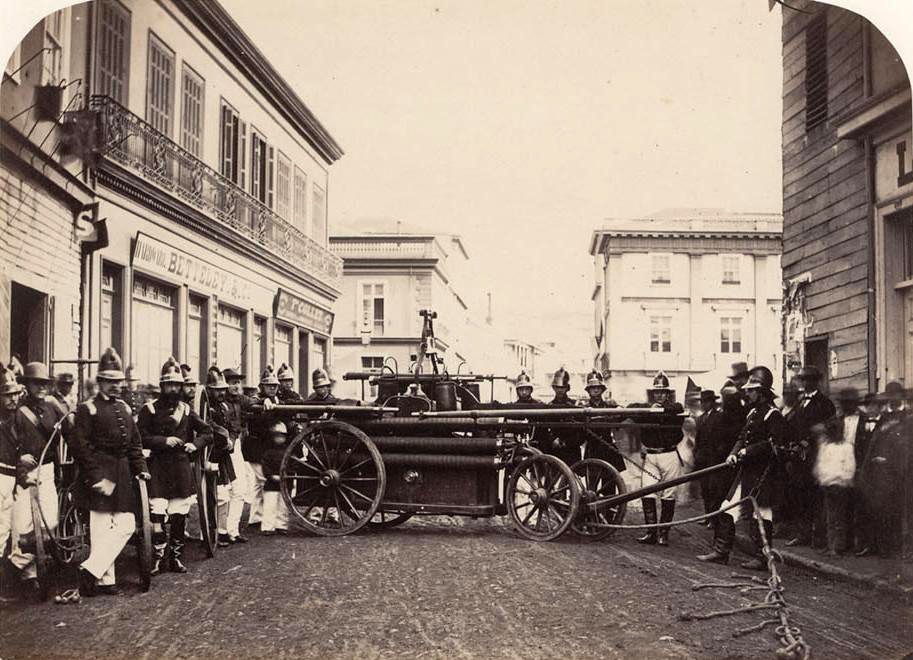
Voluntarios de la Primera Compañía "Bomba Americana" hacia 1865.

El 15 de marzo de 1843 un voraz incendio destruiría un gran sector del barrio Puerto, incluyendo casas y bodegas. A raíz del siniestro se facilitó la rectificación y el ensanche de las calles que eran estrechas.
En la madrugada del 15 de diciembre de 1850 un nuevo incendio azotaría la ciudad. Esta vez las llamas se originaron en una cigarrería, propagándose rápidamente a las casas y bodegas colindantes. Los vecinos trataban de contener las llamas, con ayuda de tripulantes de dos barcos europeos que estaban en el puerto e incluso del intendente de ese entonces Manuel Blanco Encalada. Este incendio, sumado al ocurrido años antes, despertó en la ciudadanía la idea de crear una asociación de voluntarios contra incendios, interés demostrado con un centenar de inscritos cuatro días después del siniestro. Diversas reuniones entre los voluntarios y las autoridades se desarrollaron hasta mediados de 1851, concluyendo el 30 de junio, cuando fueron creadas las primeras cuatro compañías del Cuerpo de Bomberos de Valparaíso, el primero en constituirse en el país. Solo días después enfrentarían su primera gran emergencia: el incendio del vapor Perú, el 8 de julio. En 1868 se construyó el primer edificio para albergar a las compañías 1 y 2, el cual sufriría un incendio diez años más tarde.
En 1850, se fundó en Valparaíso la primera Logia Masónica de Chile. En años posteriores se crearían dos más. La masonería porteña, encabezada por Ramón Allende, crearía la primera escuela laica del país: Escuela Blas Cuevas, en el cerro Cordillera.
A mediados de siglo, el camino que unía Santiago con Valparaíso era la vía más importante del país. Por ella circulaban todos los productos destinados a exportación. El importante crecimiento comercial del puerto hizo necesaria una alternativa de transporte entre ambas ciudades. En 1849 fue aprobado por el Congreso Nacional el proyecto para la construcción de un ferrocarril. Su artífice era William Wheelwright, quien estuvo a cargo de la construcción del ferrocarril de Caldera a Copiapó. Para materializar el proyecto fue fundada la primera sociedad anónima de Chile: la Compañía del Ferrocarril de Santiago a Valparaíso, formada en base a capitales mixtos con aporte estatal y privado, encontrando entre los socios particulares a Candelaria Goyenechea, Matías Cousiño, Josué Waddington y Ramón Subercaseaux. En 1852 comenzó la construcción de la vía, escogiendo una ruta por Quillota, pero las obras se paralizaron al llegar al kilómetro 56 a raíz de que se agotó el capital. El proyecto fue reanudado en 1861 y estuvo a cargo del ingeniero estadounidense Henry Meiggs. La inauguración oficial del ferrocarril se realizó el 14 de septiembre de 1863.

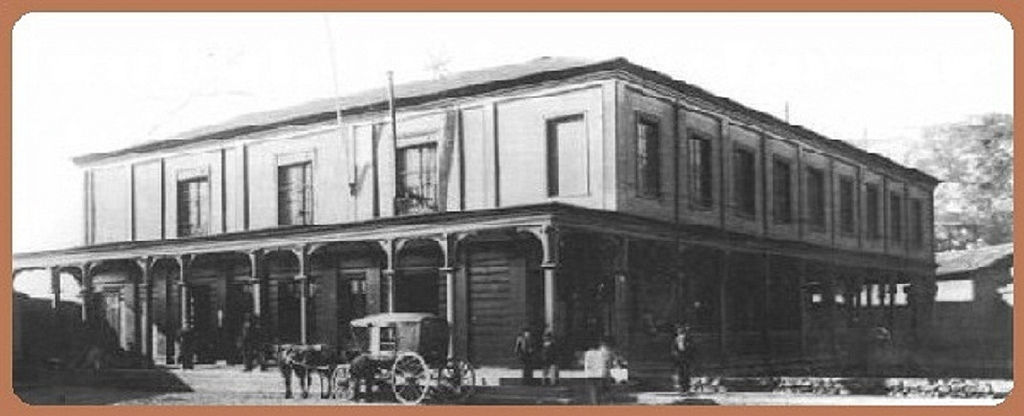
Estación Barón en 1860.

La concreción del ferrocarril, que iniciaba su recorrido en la estación Barón, hizo necesaria la creación de un sistema de transporte público en la ciudad. Así se inició el sistema de los carros de sangre, que luego se replicaría en Santiago. El recorrido partía en el estero Las Delicias, actual avenida Argentina, hasta la Plaza de la Aduana, actual plaza Wheelwright. A finales de siglo se añadieron líneas hasta la playa Las Torpederas y caleta Portales.
En 1855 se fundó el Banco de Valparaíso, segunda entidad bancaria en crearse en el país, que a finales de siglo se transformaría en el Banco de Chile.
El 18 de septiembre de 1859 fue asesinado el intendente de Valparaíso, Juan Vidaurre-Leal Morla, a la salida de la iglesia de La Matriz. El gobierno había triunfado en la Batalla de Cerro Grande, con Vidaurre como artífice, poniendo fin a la revolución de ese año. El mismo general Vidaurre solicitó al gobierno dejar en libertad a los prisioneros políticos, medida que se llevó a cabo aquel 18 de septiembre. Más tarde, se amotinaron a la salida de la iglesia, donde dieron muerte al general.
La industria del salitre impulsó aún más a la ciudad, desarrollándose gran cantidad de obras públicas y privadas. Durante la gestión del intendente Francisco Echaurren Huidobro se impulsó la construcción del primer muelle mecanizado, con acceso ferroviario y dos grúas. También se encomendaría un ambicioso proyecto al arquitecto Fermín Vivaceta: el Camino Cintura, que une Playa Ancha con el cerro La Cruz. Otras obras significativas son el abrir para la ciudadanía el Jardín Abadie (actual Parque Italia), la construcción de los monumentos a Lord Cochrane, a Cristóbal Colón y a Guillermo Wheelwright, extender el ferrocarril hasta los almacenes aduaneros y la edificación de la Estación Puerto.
Para 1875 la ciudad ya concentraba casi cien mil habitantes, 4 veces más de lo que tenía 40 años antes, lo que la convertía en la más poblada del país tras Santiago.

#### Bombardeo de Valparaíso

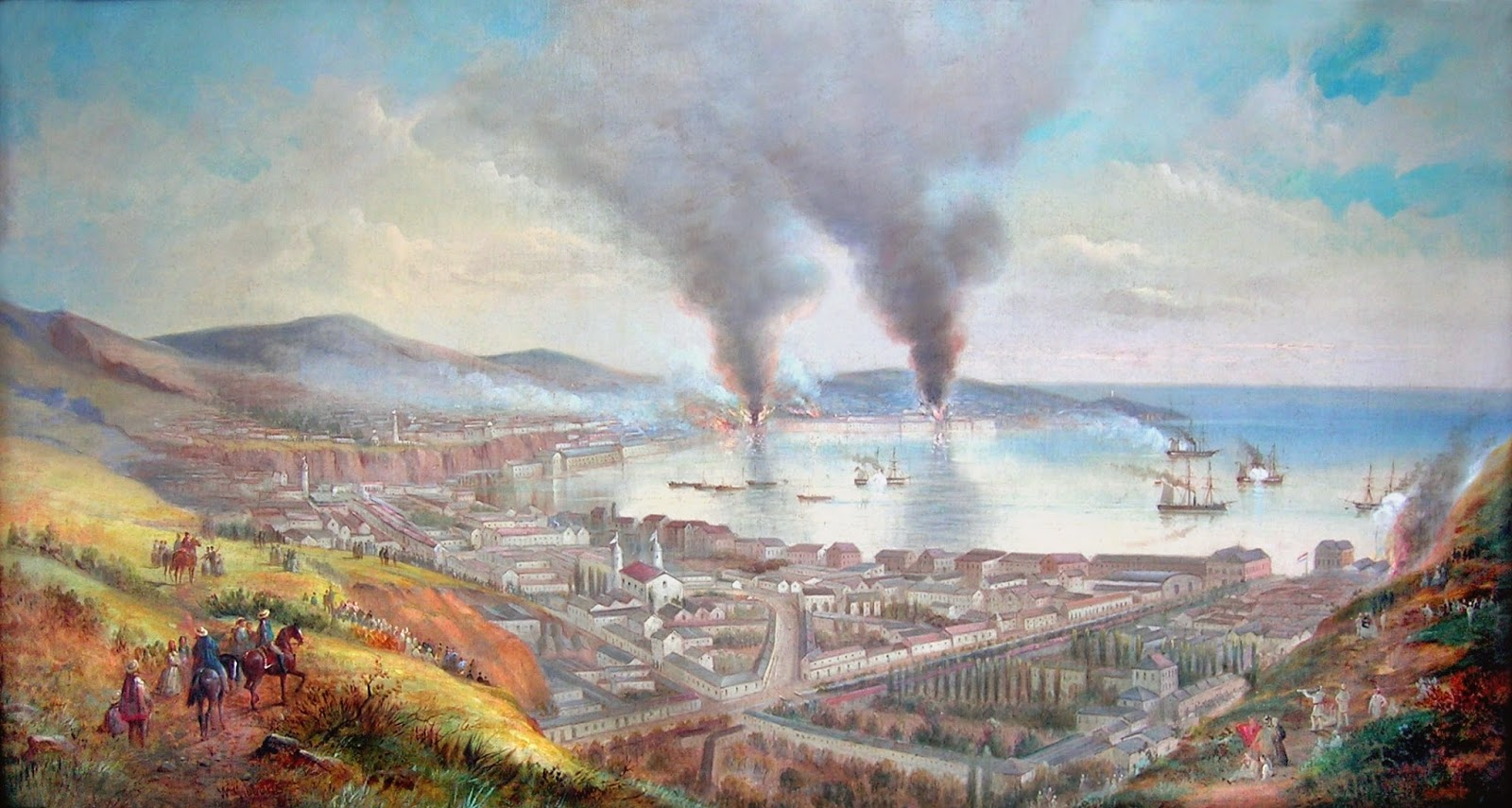
Bombardeo de Valparaíso, óleo de William Gibbons.

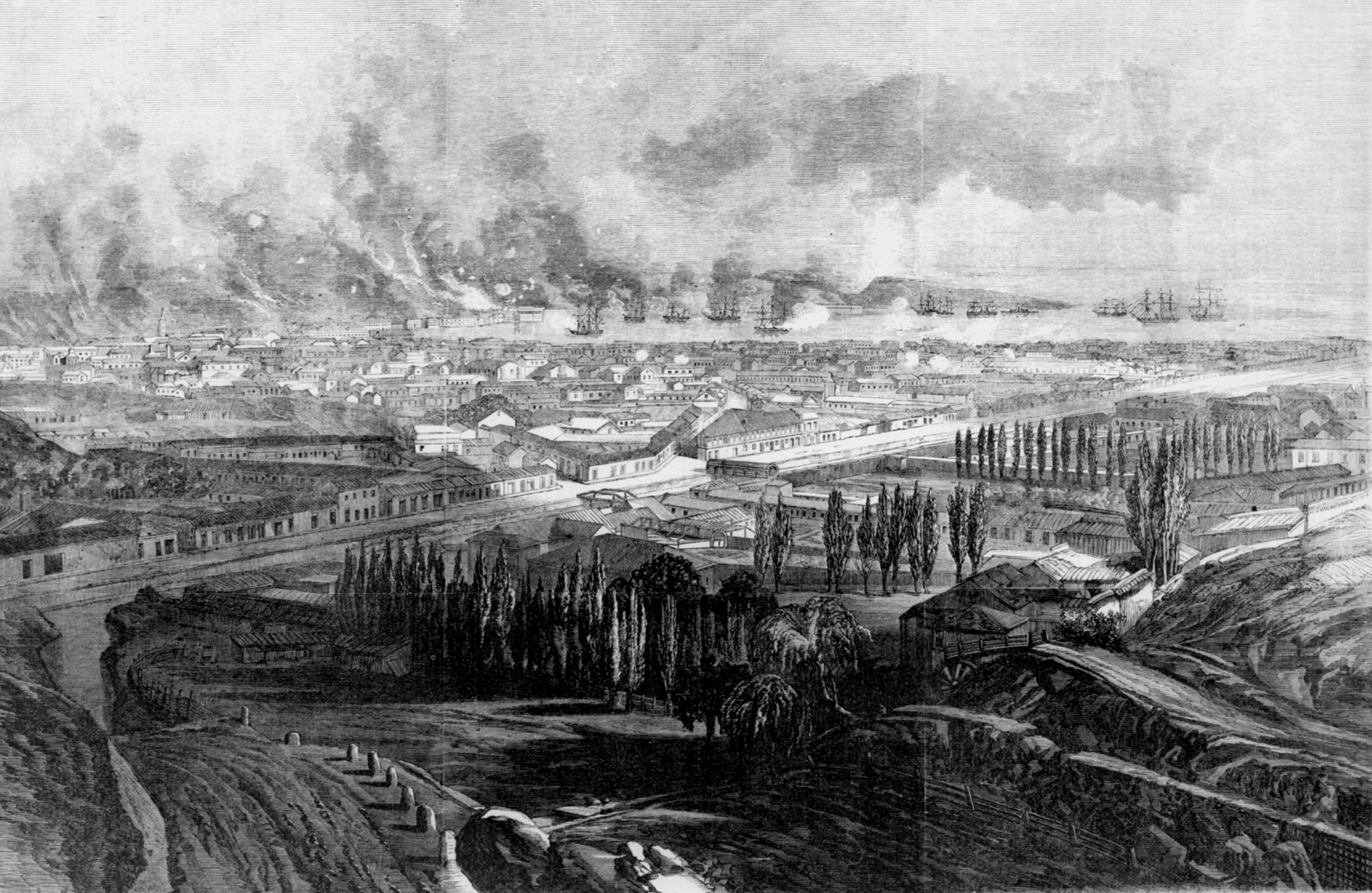
Ilustración del bombardeo de Valparaíso, visto desde la quebrada de Las Zorras.

Durante el desarrollo de la Guerra hispano-sudamericana, después del Combate de Abtao, la escuadra española desplegó una segunda expedición a Chiloé, con el objeto de destruir a la escuadra combinada chileno-peruana. El capitán de navío chileno, Juan Williams Rebolledo previno la posibilidad de ataque enemigo, por lo que se trasladaron las naves desde Abtao al estero de Huito. El capitán de navío español, Casto Méndez Núñez, después de explorar Abtao, siguió al sur y divisó las naves sudamericanas, pero no se aventuró a ingresar al estero al ser una maniobra muy complicada.
La situación de la escuadra española era insostenible, se hablaba de que Perú, Ecuador y Bolivia también declararían la guerra al país europeo, carecían de carbón y víveres y la existencia de numerosos puertos en Chile hacía inútil un bloqueo comercial con una flota limitada. Además, en pocos días arribarían a Chiloé los buques peruanos Huáscar e Independencia para sumarse a la escuadra aliada. Estos elementos aconsejaban la retirada española, pero no habían obtenido éxitos trascendentes como para considerar cumplida la represalia contra Chile. El jefe de la escuadra española resolvió la retirada, pero bombardearía la ciudad de Valparaíso.
Se notificaría el 27 de marzo de 1866 al gobernador de Valparaíso, que en cuatro días bombardearía al puerto, solicitando que se izaran banderas blancas en hospitales, iglesias y establecimientos de beneficencia. En esos días se encontraban en la bahía una escuadra inglesa y otra estadounidense, las cuales decidieron no intervenir. Horas antes del ataque zarparon del lugar. Tampoco hubo un diálogo fructífero de parte del cuerpo consular con la escuadra española, a pesar de indicarle la reprobación mundial que causaba el inminente ataque.
El 31 de marzo, las fragatas Numancia, Blanca, Villa Madrid, Resolución y Vencedora, bombardearon el principal puerto chileno durante tres horas. Se dispararon 2.600 bombas y granadas causando daños avaluados en casi 15 millones de pesos de la época, equivalente a 3,6 veces el costo total de la Expedición Libertadora del Perú.

#### Tragedia del tranque Mena
Desde que Valparaíso fue tomando forma de ciudad, una de las principales problemáticas que existían era el escurrimiento de las aguas lluvia en la gran cantidad de quebradas existentes entre los cerros. En siglos anteriores corrían descontroladas cerro abajo, volviendo intransitables las calles del plan, tanto para peatones como para los carruajes. Las primeras medidas fueron el abovedamiento de los principales esteros, como el de Las Delicias (actual avenida Argentina y el de Jaime (actual avenida Francia). Luego se iniciarían las obras para una red de tranques decantadores que evitaran el escurrimiento de desechos que obstruyan el curso normal de las aguas. Además se realizaban constantes limpiezas de los cauces para afrontar los difíciles inviernos.

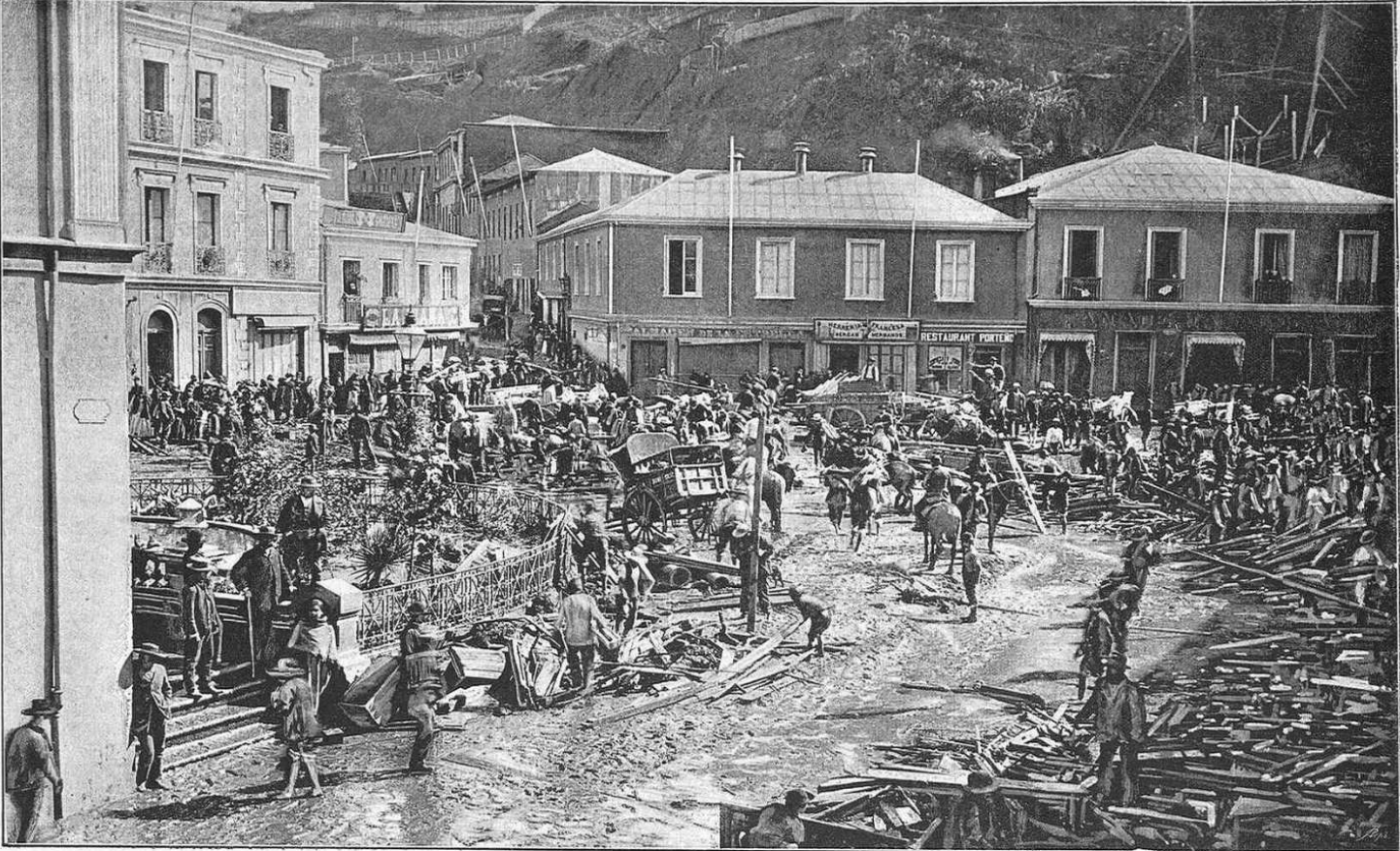
Estado de la plaza Aníbal Pinto, después del aluvión.

Una de las estructuras construidas con estos fines fue el tranque Mena, ubicado a unos 277 m s. n. m. en el cerro Florida, que recolectaba agua tanto para el consumo de la comunidad como para el regadío del fundo de Nicolás Mena, dueño de 66 hectáreas del lugar, que además fabricaba hielo y cerveza. La estructura medía en su base 40 metros, 15 en su parte superior y 17 de altura.
El 10 de agosto de 1888 había llovido considerablemente en la ciudad, lo que ocasionaría una catástrofe al día siguiente. El tranque colapsó, rompiendo su base, vertiendo alrededor de noventa mil metros cúbicos de agua, piedra, tierra y desechos, los que fueron a parar a las calles del plan, entre Plaza Victoria y Plaza Aníbal Pinto, llegando a casi un metro de altura. Un terraplén ubicado en Camino Cintura logró detener por un momento una parte del aluvión, aunque terminó por ceder minutos después. Producto de esta tragedia, por lo menos 75 personas fallecieron y otras 300 resultaron heridas.
Décadas después el hijo de Nicolás Mena, Marcelo, antes de fallecer en 1932, donó casi la totalidad de su patrimonio para crear una fundación que tuviera como objetivo la construcción de un hospital para niños (actual consultorio Mena), un asilo, una escuela industrial y un patronato para repatriar emigrantes chilenos.

## sigloXX

### Terremoto de 1906
El 16 de agosto de 1906, a partir de las 19:55 horas, Valparaíso sufriría la peor de sus catástrofes. Durante casi cuatro minutos un movimiento de tierra, que crecía en intensidad, destruyó gran cantidad de inmuebles de la ciudad. Muchas personas fallecieron instantáneamente bajo los escombros de sus casas, por la caída de muros y cornisas en las veredas e incluso por caer en grietas que se formaron en algunas calles. Cuando casi toda la gente había salido de sus casas, a eso de las 20:06 horas, vino un segundo sismo, de mayor violencia que el anterior pero con una duración de dos minutos, el que terminó por destruir las propiedades que aún continuaban en pie. Inmediatamente después se iniciaron varios incendios que tiñeron los cielos de rojo, fenómeno que incluso se veía desde Los Andes. El combate del fuego se tornó difícil pues los bomberos perdieron gran parte de sus herramientas y las cañerías de agua estaban inutilizables.
Las plazas y jardines del plan, junto a los descampados en los cerros, sirvieron de sitio para improvisados campamentos para pasar la noche. En las primeras 24 horas se sintieron alrededor de 56 réplicas. Con el pasar de las horas se supo que gran parte de El Almendral estaba en ruinas y que el Barrio Puerto había tenido mejor suerte, esto porque el primero está edificado sobre arena. Plaza Victoria fue uno de los lugares que concentraron mayor cantidad de damnificados en las primeras horas. Frente a ese lugar se ubicaba uno de los edificios más imponentes de la ciudad, el Teatro de la Victoria, el cual resultó completamente destruido. Mientras se dinamitaba días después fue encontrado un sobreviviente, habiendo pasado 112 horas del terremoto. Otro edificio significativo que resultó destruido en el lugar fue el palacio de Juana Ross Edwards. En la calle de la Victoria, actual Avenida Pedro Montt, murieron familias completas al caer sus viviendas. La iglesia de la Merced, al igual que en dos terremotos anteriores, resultaría con daños considerables. La zona de los cerros colindantes a la actual avenida Argentina, como el Barón y el Polanco, resistieron de muy buena manera, totalmente distinta a la realidad de los cerros Merced, La Virgen y La Cruz, los que serían los más afectados. El Liceo de Valparaíso fue consumido por las llamas y el Liceo de Niñas se derrumbó.